# Masami Kurumada
Masami Kurumada (車田正美 Kurumada Masami?) (Tokio, 6 de diciembre de 1953) es un mangaka japonés.
Su carrera como mangaka le ha beneficiado de enormes éxitos, el principal de ellos la obra Saint Seiya, junto con otras como Ring ni kakero, Fuma no Kojiro y B't X.
Su estilo involucra variadas personalidades y características especiales a sus personajes, las relatadas incluyen diferentes culturas, leyendas y mitología.
Sus obras han sido traducidas a varios idiomas, como el español, el inglés, el francés, el italiano, el chino o el portugués.

## Biografía
Masami Kurumada nació el 6 de diciembre de 1953 en Tokio. Debutó con Sukeban no Arshi realizada a los 20 años, y fue publicada por Shônen Jump.
Esto le sirvió para lo que sería el inicio de su carrera. Poco después llegaría Ring ni Kakero, una obra con 25 tomos, iniciada en 1977 y finalizada en 1985, esta obra supuso su primer gran éxito, y también la base de muchas de sus obras posteriores.
Después llegarían Fuma no Kojiro, Raimei no Zaji y Otoko zaka.
En 1986 comenzó su obra definitiva y más exitosa: Saint Seiya, la cual constó de 28 volúmenes de manga, 114 capítulos de anime, 5 películas y la posterior animación de la última saga del manga (Hades) con 31 OVAs. 
En la actualidad, el éxito de la serie sigue con tres publicaciones simultáneas, dos de ellas dibujadas y guionizadas por otros autores bajo su supervisión: The Lost Canvas (con producción de su propio anime "no completo" por la productora TMS y con autoría de Teshirogi, es una historia en paralelo a su versión original), Saint Seiya Episodio G (con autoría de Okada) y Saint Seiya Gigantomachia (en forma de novela con autoría de Hamasaki), además de la continuación oficial de la saga de Hades, su propia publicación nombrada como Saint Seiya Next Dimension. además del manga traspasado al anime, y de las cinco películas de la serie producidas por Toei Animation (y dirigidas por Morishita (en la primera), Yamauchi (en las siguientes tres) y Akehi), fue producido una serie exclusiva para anime llamada Saint Seiya Ω (con Hatano en la dirección) y una nueva película en CGI 3D en 2014 sobre Saint Seiya de Masami Kurumada. 
Siempre sombre Saint Seiya de Masami Kurumada se ha hecho un remake CGI de Netflix/Chruncyroll de 2019 en tres temporadas titulado 'Knight of the Zodiac' y un film live-action en 2023.
Publicó en exclusiva para Shueisha (en su revista Shonen Jump) hasta 1994. En 1996 publicó Evil Crusher Maya como freelance en el Shonen Gangan de Enix antes de marcharse a Kadokawa Shoten, donde publicó su siguiente éxito, B't X, en las páginas de la revista Shōnen Ace.
Después de terminar B't X, Kurumada ha regresado a Shueisha donde está publicando la segunda parte de Ring ni Kakero, titulada Ring ni Kakero 2.
El tema principal de sus obras partió de su primer éxito, Ring ni Kakero, la cual trataba de dos jóvenes boxeadores que hacían combates hasta límites insospechados.
Su estilo de dibujo es muy clásico y a lo largo de su carrera ha ido evolucionando llegando a tener gran importancia. Sus obras principales come "Saint Seiya, BT'X, Ring ni Kakero, Fuma no Kojiro" han sido llevadas a la pantalla chica en anime por la productora Toei Animation, de la que también se hicieron películas de animación y live action.
Se han producido numerosos productos comerciales a partir de las obras de Masami Kurumada, como: VHS, DVD, Blu-ray, CD de música, ropa, videojuegos, action-figure, etc.

## Trabajos

### Obras
Manga
1. Sukeban Arashi (1974-75) Consta de 2 volúmenes
2. Mikeneko Rock (1975) Fue publicado en el tomo #2 de Sukeban Arashi.
3. Ring ni kakero (1977-83): El primer gran éxito de Kurumada en Japón, fue publicado por Shōnen Jump. Consta de 25 volúmenes o 15 Wideban.
4. Mabudashi Jingi (1979) 2 volúmenes
5. Shiboori Taishoo (1979) Fue publicado con el tomo de Mabudashi Jingi
6. Jitsuroku! Shinwakai 1 volumen (1979-81)
7. Saigo no Jitsuroku! Shinwakai 1 volumen (1983)
8. Fuma no Kojiro (1982-83): publicado por Shōnen Jump, recopilada en 10 volúmenes y 6 Wideban.
9. Raimei no zaji (1983): publicado por Shōnen Jump. Consta 3 volúmenes.
10. Otoko zaka (1984-2014): 11 volúmenes.
11. Saint Seiya (Los Caballeros del Zodiaco) (1985-91): La obra más exitosa de Masami Kurumada en todo el mundo. Consta de 28 volúmenes. Publicado en varias versiones, la última es "Saint Seiya Final Edition" que contiene algunos capítulos adicionales y diálogos rehechos.
12. Aoi tori no Shinwa: ～BLUE MYTH～ (1992)
13. Silent Knight Shō (1993, 2 volúmenes)
14. Akane iro no kaze (1995): esta historia fue publicada por Super Jump, que es una revista dirigida a personas más adultas que el Shōnen Jump, 1 volumen.
15. B't X (1994-00): la primera historia futurista de Kurumada Masami, 16 volúmenes.
16. Evil Crusher Maya 1 volumen (1996)
17. Ring ni kakero 2 (2000-09): obra de gran éxito en Japón, continuación de Ring ni Kakero, publicada en la revista Super Jump, consta de 26 volúmenes.
18. Saint Seiya Next Dimension: Meiou Shinwa secuela canónica de Saint Seiya. Publicada en la revista Shōnen Champion. Relata la guerra santa contra Hades hace 243 años, así como el destino de Seiya y Atenea tras la batalla contra Hades, 16 volúmenes.
19. Ai no Jidai - Indigo period (2015, 1 volumen)

### Libros de Kurumada
- Cosmo Special: (1988).
- Burning Blood (1996, artbook)
- Saint Seiya Encyclopedia (2001, Artbook and character data collection)
- Saint Seiya Sora Kurumada Masami Illustrations (2004, Artbook and issues data collection)
- Raimei-ni Kike (Listen in the Lightning, 2006)
- Masami Kurumada best bout! (2 volumes, 2014)
- Saint Seiya 30 Shunen Kinen Gashu, Seiiki - Sanctuary (artbook)[2]

Trabajos encargados
1. Fūma no Kojirō: Yagyū Ansatsuchō (2003) encargado a Yuri Satoshi
2. Saint Seiya Gigantomachia, encargado a Tatsuya Hamasaki.
3. Saint Seiya Episodio G (2002), encargado a Megumu Okada
4. Saint Seiya: The Lost Canvas - Hades Mythology (2006), encargado a Shiori Teshirogi
5. Saint Seiya Saintia Sho (2013), encargado a Chimaki Kuori.
6. Saint Seiya Episodio G Assassin (2013), encargado a Megumu Okada
7. Saint Seiya Episodio G Requiem (2020), encargado a Megumu Okada

### Letras de canciones
A lo largo de su carrera, Masami Kurumada ha escrito la letra de muchas de las canciones que aparecen en muchas de sus series de anime. En diciembre de 2005 se lanzó un CD recopilando sus canciones, en dicho álbum se incluiría un tema extra dirigido a "Otoko Zaka" El álbum fue titulado Kurumada: Sus trabajos Completos.
He aquí la lista de canciones que recoge el CD:
- 01. いかなる星の下に～Ｗｅ’ｒｅ　ｆｅａｒｌｅｓｓ　ｗａｒｒｉｏｒｓ～ (Bajo cualquier estrella. Somos guerreros sin temor)
- 02. 星よ流れるな～Ｓｔｏｐ　ｔｈｅ　ｆａｔｅ～ (Fluid estrellas, detened el destino)
- 03. 少年記　Ｉ～ＢＵＲＮＩＮＧ　ＢＬＯＯＤ～ (Soy de sangre ardiente)
- 04. 少年記　ＩＩ～Ｌｅａｖｅ　Ｍｙ　Ｈｅａｒｔ～ (Deja a mi corazón)
- 05. 風の戦士 (Guerreros del viento) - Fuma no Kojiro
- 06. あの日風の中で・・・ (Aquel día... entre el viento) - Fuma no Kojiro
- 07. 君を守りたい (Quiero protegerte)
- 08. 信じる心 (Corazón creyente)
- 09. 光を探して (Busca la luz)
- 10. いつか聞いた風の歌 (Quisiera oír algún día la canción del viento)
- 11. 風に向かって走れ～ｓｔａｎｄｉｎｇ＆ｆｉｇｈｔ～ (Corre en dirección al viento)
- 12. 名も無き野の花～ｆｕｌｌｆｉｌｌ　ｙｏｕｒ　ｄｒｅａｍ～ (Flores silvestres que no tienen nombre, Llénalas de tus sueños)
- 13. 純情ケンカチャンピオン～ｏｎｅ ｗａｙ　ｂｏｙ～ (Campeonato de peleas de la inocencia, Hay una forma, chico)
- 14. いばらの旋律～Ｍｅｌｏｄｙ～ (Requiem de las espinas, Melodía)
- 15. 覇道のディスタンス～Ｄｉｓｔａｎｃｅ～ (Distancia de las reglas, Distancia)
- 16. 「明日への闘志」 (El espíritu de guerrero te lleva al mañana)
- 17. 男坂 (Otoko Zaka)

Cabe apuntar que, después del lanzamiento del CD, Kurumada escribió la letra del opening y ending de la saga de Infierno de Saint Seiya en anime.
- "Megami no Senshi, Pegasus Forever" (Guerrero de la diosa, Pegaso por Siempre) de Marina Del Ray
- "Takusu mono he~My Dear" (Cariño mío) de Yumi Matsuzawa

También, escribió la letra del ending de la segunda saga de Ring ni Kakero 1 llevada al anime en 2006:
- Shining like Gold ～思い出の欠片～ [Omoide no kakera] (Brilla como el oro, Fragmentos de recuerdos)

Aparte de esto, para los episodios finales de la saga de Hades de Saint Seiya, Kurumada compuso la letra de una nueva canción de cierre. Los episodios de la saga de Eliseos emitida a mediados de 2008 en Japón:
- "Kami no Sono - Del Regno" (El Jardín~ Del reino de dios) de Yuuko Ishibashi

Además, Kurumada hizo un pequeño cameo como Seiyū en la adaptación animada de su manga Ring ni Kakero. Masami aparece en el primer episodio como sí mismo, y prestó su voz para la versión anime.